# Julie Zangenberg
Julie Christine Krogh Zangenberg (født 30. november 1988) er en dansk skuespiller, der fik sit gennembrud som 12-årig i titelrollen i filmen Klatretøsen. Siden har hun haft en lang række roller i film, tv-serier og på teaterscenen.
Zangenberg var blandt andet en del af hovedcastet i fire sæsoner (sæson 3, 4, 5 og 6) af satireprogrammet Live fra Bremen. Hun har desuden spillet den kvindelige hovedrolle i filmen Viceværten, instrueret af Katrine Wiedemann, samt haft centrale roller i tv-serierne Heartless og GG Horsens. På teatret har hun bl.a. haft hovedrollen i Pornotopia på Nørrebro Teater, spillet Amber von Tussel i Hairspray the Musical i Tivoli og Jyske Bank Boxen, samt medvirket i Dette er vand, som blev opført på Teater Grob, Teater Katapult og Teater Momentum.
Hun har desuden arbejdet som model og er tilknyttet Scoop Models Danmark.
Julie har også lagt stemme til et stor mængde tegnefilm, og er blandt andet den danske stemme for Disney's prinsessen Merida og for Sony Pictures Smølfine i Den Hemmelige landsby.
I oktober 2017 udgav Zangenberg sin første kogebog, Kærligheden til mad, på Politikens Forlag.

## Karriere
Zangenberg stiftede i maj 2016 tøjmærket Cozy by JZ i samarbejde med Erik Rasmussen. I april 2022 blev firmaet erklæret konkurs med gæld på 3,3 mio. kroner, hvilket blev begrundet med efterfølgerne af COVID-19-pandemien og store forsinkelser af vareleverancer. I maj 2022 bekræftede Zangenberg at hun, i samarbejde med iværksætter og forretningskvinde, Birgit Aaby, havde relanceret firmaet under navnet Cozy. I 2025 annoncerede Zangenberg at hun lukkede sit firma, da hun ønskede at vende tilbage til skuespillet og fokusere på andre forretningsprojekter.

## Privatliv
Zangenberg voksede op først i Vanløse, derefter på Frederiksberg og gik på Rødkilde Skole, Husum Skole og N. Zahles skole. Hendes forældre er akademikere, der har en it-virksomhed. Hun er den førstefødte og har to yngre søstre.
I 2008 dannede hun par med komikeren Michael Wulff.
I en periode i 2011 datede hun sangeren Rasmus Seebach.
Hun dannede i tre år par med den danske landsholdspiller i fodbold Nicklas Bendtner, før de slog op i august 2014. Senere i 2014 blev de dog kærester igen, og Zangenberg flyttede i februar 2015 til Wolfsburg, hvor Bendtner spillede. I 2016 afsluttede de forholdet igen.
Zangenberg blev gift med Andreas Bagh, kok, den 30. september 2023 i Vor Frue Kirke i København. Bryllupsreceptionen blev afholdt på Baghs restaurant Esmeé på Kongens Nytorv. Parret indledte et forhold i 2017 og annoncerede deres forlovelse i juni 2020. Parret har sammen en søn (f. 2021) og Zangenberg annoncerede sin anden graviditet i april 2025.

## Filmografi

### Spillefilm
| År   | Titel                         | Rolle               | Noter                                |
| ---- | ----------------------------- | ------------------- | ------------------------------------ |
| 2002 | Klatretøsen                   | Ida Johansen        | titelrollen                          |
| 2004 | Fakiren fra Bilbao            | Emma                |                                      |
| 2010 | Sandheden om mænd             | fotomodel           |                                      |
| 2011 | Dirch                         | Lone Hertz          |                                      |
| 2011 | Viceværten                    | den døv-stumme pige | hovedrollen                          |
| 2012 | Stykke for stykke             |                     | afgangsfilm fra Den Danske Filmskole |
| 2015 | Sommeren '92                  | Annette Jensen      |                                      |
| 2021 | Familien Jul og Nissehotellet | Mette Jul           | [ 22 ]                               |

### Tv-serier
- Live fra Bremen (2010 - 2012) sæson 3-6 – forskellige roller
- Lykke (2011) Helena
- Zulu Djævleræs (2011) værtinde
- Ludvig & Julemanden (2011) TV2 julekalender – Den Indemurede Pige
- Danish Dynamite (2012) satireprogram – hovedcast
- Heartless (2013) ungdomsdrama – hovedrolle Sofie
- Backstage (2015) ungdoms-sitcom
- Adam & Eva (2015) –  værtinde
- Hedensted High (2015) - Elevrådsformand
- GG Horsens (2019) - hovedrolle Sandra

### Stemme til tegnefilm
- En vild familie (The Wild Thornberrys Movie) (2002) – Liza
- Trollz (2005-2007) – Topaz
- Cowboy, Indianer og Hest (2011) – Bente
- Modig (Disney Pixar-film) (2012) – Prinsesse Merida

### Teater
- Pornotopia (2009 - 2010) – Hovedrolle